# Shelbyville (Kentucky)
Shelbyville es una ciudad ubicada en el condado de Shelby, Kentucky, Estados Unidos. Fue fundada en terrenos donados por William Shannon en 1792. La población, según el censo del año 2010, era de 14.045 habitantes.

## Historia
La comunidad fue fundada en 1792. Situado cerca de una ruta de Louisville a Frankfort, Kentucky, Shelbyville creció a una población de 262 por 1800. Durante gran parte de su historia temprana, la mayoría de los residentes estaban empleadas directamente en apoyo de los que rodean economía basada en la agricultura. 
El 24 de agosto de 1864 un grupo de soldados confederados atacaron a la corte, tratando de apoderarse de un alijo de armas en ese país. Ellos fueron combatidos por la población local, causando la muerte de tres de los soldados en el proceso. La ciudad más tarde apoyó los esfuerzos de la Unión en virtud de Gen John Palmer para localizar confederado guerrilla en los condados circundantes. 
Tras la Guerra Civil, como se hizo en torno a la agricultura más rentable, la ciudad ampliado más rápidamente de lo que había en cualquier otro momento desde los primeros días, y muchas de las grandes, más ornamentados edificios fueron construidos en el centro, especialmente después de un gran incendio en 1909. El resto de los bancos más antiguos también se organizaron durante este tiempo. El difunto siglo XIX también experimentó un sistema público de agua, la electricidad y las bibliotecas trajo a la ciudad. 
Shelbyville fue conectado por vía férrea a Anchorage, Kentucky, en 1870, que conecta a Louisville y otras ciudades a través de lo que se convertiría en el Louisville y Nashville Railroad. Interestatal 64 se construyeron dos millas al sur en 1960, y ha ayudado a convertirse en la zona más industrializados, incluidos tres parques industriales en la zona oeste de la ciudad. La población también aumentó, de 4,525 en 1960 a más de 10 000 en el año 2001.

## Ciudades hermanadas
- Bitburg, Alemania